# 1917 en Suisse
Chronologie de la Suisse
- 1913
- 1914
- 1915
- 1916
- 1917
- 1918
- 1919
- 1920
- 1921

Chronologie de la Suisse
1916 en Suisse - 1917 en Suisse - 1918 en Suisse

## Gouvernement au1erjanvier 1917
- Conseil fédéral:[1]
  - Edmund Schulthess PRD, président de la Confédération
  - Felix-Louis Calonder PRD, vice-président de la Confédération
  - Arthur Hoffmann PRD
  - Giuseppe Motta PDC
  - Ludwig Forrer PRD
  - Eduard Müller PRD
  - Camille Decoppet PRD

## Évènements

### Janvier
Dimanche 21 janvier 
- Les citoyens du canton de Vaud décident que l’élection du Conseil d’Etat s’effectuera désormais par le peuple et non plus par le Grand Conseil.

### Février
Dimanche 2 février 
- Réuni à Zurich, le Parti socialiste se prononce contre la défense nationale.

 Vendredi 16 février 
- Un arrêté fédéral invite la population à faire son possible pour augmenter la culture des produits de jardin.

 Samedi 17 février 
- Décès à Bâle, à l’âge de 87 ans, de l’industriel Johann-Rudolf Geigy

 Mardi 20 février 
- En raison de la pénurie de charbon, les CFF introduisent un horaire réduit.

 Mercredi 21 février 
- Décès à Lausanne, à l’âge de 84 ans, de l’ingénieur Jules Gaudard, constructeur de lignes ferroviaires.

### Mars
Mercredi 7 mars 
- Décès à Genève, à l’âge de 59 ans, du journaliste Albert Bonnard.

 Mercredi 21 mars 
- Célébration du 500e anniversaire de la naissance de Nicolas de Flue à Sachseln (OW).

 Samedi 24 mars 
- Le Conseil fédéral repousse l’introduction de l’heure d’été, cette innovation n’entraînant aucune économie notable de charbon.

### Avril
Lundi 9 avril 
- Lénine quitte la Suisse avec d'autres émigrés russes dans un train spécial à destination de Saint-Pétersbourg.

 Jeudi 12 avril 
- 15 000 personnes manifestent contre la vie chère à Zurich.

 Dimanche 15 avril 
- La première Foire suisse d'échantillons (Muba) ouvre ses portes à Bâle.

 Dimanche 29 avril 
- Un train est emporté par une avalanche à Davos (GR). Dix personnes perdent la vie.

### Mai
Vendredi 11 mai 
- Première à Zurich de la suite orchestrale Turandot de Ferruccio Busoni.

 Dimanche 13 mai 
- Votations fédérales. Le peuple approuve, par 190 288 oui (53,2 %) contre 167 689 non (46,8 %), l’introduction d’un droit de timbre.

 Dimanche 20 mai 
- Manifestation contre l’emprisonnement du conseiller national Ernest-Paul Graber à La Chaux-de-Fonds (NE). Le général Ulrich Wille ordonne une occupation de la ville.

### Juin
Samedi 9 juin 
- Lors de son Congrès extraordinaire, le Parti socialiste refuse les crédits militaires.

 Dimanche 17 juin 
- Les ouvriers de l’usine d’aluminium de Chippis (VS) se mettent en grève.

 Lundi 18 juin 
- Démission du conseiller fédéral Arthur Hoffmann (PRD, SG) qui a transgressé les principes de collégialité et de neutralité en tentant, à l'insu du gouvernement, d'intervenir dans le processus de paix qui s'amorce en Europe.

 Mercredi 26 juin 
- Election au Conseil fédéral de Gustave Ador (PLS, GE).

### Juillet
Samedi 7 juillet 
- Inauguration à Genève, du Monument international de la Réformation.

 Vendredi 27 juillet 
- Décès à Berne, à l’âge de 76 ans, du chirurgien Emil Theodor Kocher.

### Août
Mardi 21 août 
- Le Conseil fédéral décide le rationnement du pain à 250 grammes et de la farine à 500 grammes par jour et par habitant.

### Septembre
Dimanche 2 septembre 
- Constitution à Bienne (BE) d’un comité pour la création d’un canton du Jura.

### Octobre
Vendredi 12 octobre 
- Décès, à l’âge de 69 ans, d'Édouard Secretan, ancien rédacteur en chef de la Gazette de Lausanne.

 Mardi 23 octobre 
- Décès à Sceaux (Île-de-France), à l’âge de 72 ans, du peintre et sculpteur Eugène Grasset.

 Dimanche 28 octobre 
- Élections au Conseil national. Avec 102 sièges sur 189, les radicaux conservent la majorité absolue, mais perdent 9 sièges. Les conservateurs catholiques gagnent 5 sièges (42 élus) et les socialistes conservent leurs 19 sièges.

### Novembre
Jeudi 15 novembre 
- Une manifestation de sympathie à l'égard de la révolution d'Octobre tourne à l'émeute à Zurich. Quatre personnes sont tuées au cours des trois jours que durent les troubles.

### Décembre
Samedi 1er décembre 
- Inauguration du Tribunal fédéral des assurances à Lucerne.

 Lundi 10 décembre 
- Le CICR reçoit le Prix Nobel de la paix.

 Jeudi 13 décembre 
- Robert Haab (PRD, ZH) est élu au Conseil fédéral.

 Vendredi 21 décembre 
- Le village d’Euseigne (VS) est anéanti par un incendie. 107 bâtiments sont la proie des flammes.